# Rawna gora (obwód Burgas)
Rawna gora (bułg. Равна гора) – wieś w Bułgarii, w obwodzie Burgas, w gminie Sozopol. W 2023 roku liczyła 842 mieszkańców.